# Hayle İbrahimov
Hayle İbrahimov (amhariska: Haile Desta Hagos), född 18 januari 1990, är en etiopiskfödd Azerbajdzjansk medel- och långdistanslöpare. İbrahimov tävlar huvudsakligen på sträckorna 1 500 meter, 3 000 meter, 5 000 meter och 10 000 meter.

## Meriter
Den 31 juli 2010 vann İbrahimov Azerbajdzjans första medalj i friidrott någonsin, genom att ta hem bronset på 5 000 meter vid Europamästerskapen i friidrott 2010 i Barcelona.